# Pál Pók
Pál Pók (ur. 28 marca 1929 w Egerze, zm. 11 września 1982 w Budapeszcie) – węgierski piłkarz wodny. W 1948 w Londynie zajął drugie miejsce. Więcej razy nie startował na Igrzyskach Olimpijskich.